# Digonogastra horni
Digonogastra horni är en stekelart som först beskrevs av Brethes 1927.  Digonogastra horni ingår i släktet Digonogastra och familjen bracksteklar. Inga underarter finns listade i Catalogue of Life.